# متلازمة ما بعد النضج
متلازمة ما بعد النضج (بالإنجليزية: Post-maturity syndrome)‏ يعتبر الجنين الزائد النضج عندما تتجاوز مدة الحمل به 42 أسبوعا. وتحدث المتلازمة ما بعد النضج أو متلازمة الإجرار في 20% من الحمول التي تتخطى فيها مدة الحمل المدة المتوقعة.

## أسبابها
مجهولة السبب

## أعراضها
1. قلة السائل الأمينوسي (ندرة السلى)
2. حالة جنين عرطل
3. نقص كميات النسيج الدهني المتوضع تحت الجلد
4. جلد متقشر جاف متصبغ بلون مخضر هو تلطخ بالعقي
5. أظافر نامية
6. استنشاق العقي

## تدبير الحالة
يجب إجراء الولادة وذلك كما يلي:
- عنق الرحم لين: تحريض مخاض بإعطاء بروستاغلاندينات
- عنق الرحم غير لين: إجراء عملية قيصرية